# Makilingia woodworthi
Makilingia woodworthi är en insektsart som beskrevs av Baker 1924. Makilingia woodworthi ingår i släktet Makilingia och familjen dvärgstritar. Inga underarter finns listade i Catalogue of Life.